# Juan Bautista Sacasa

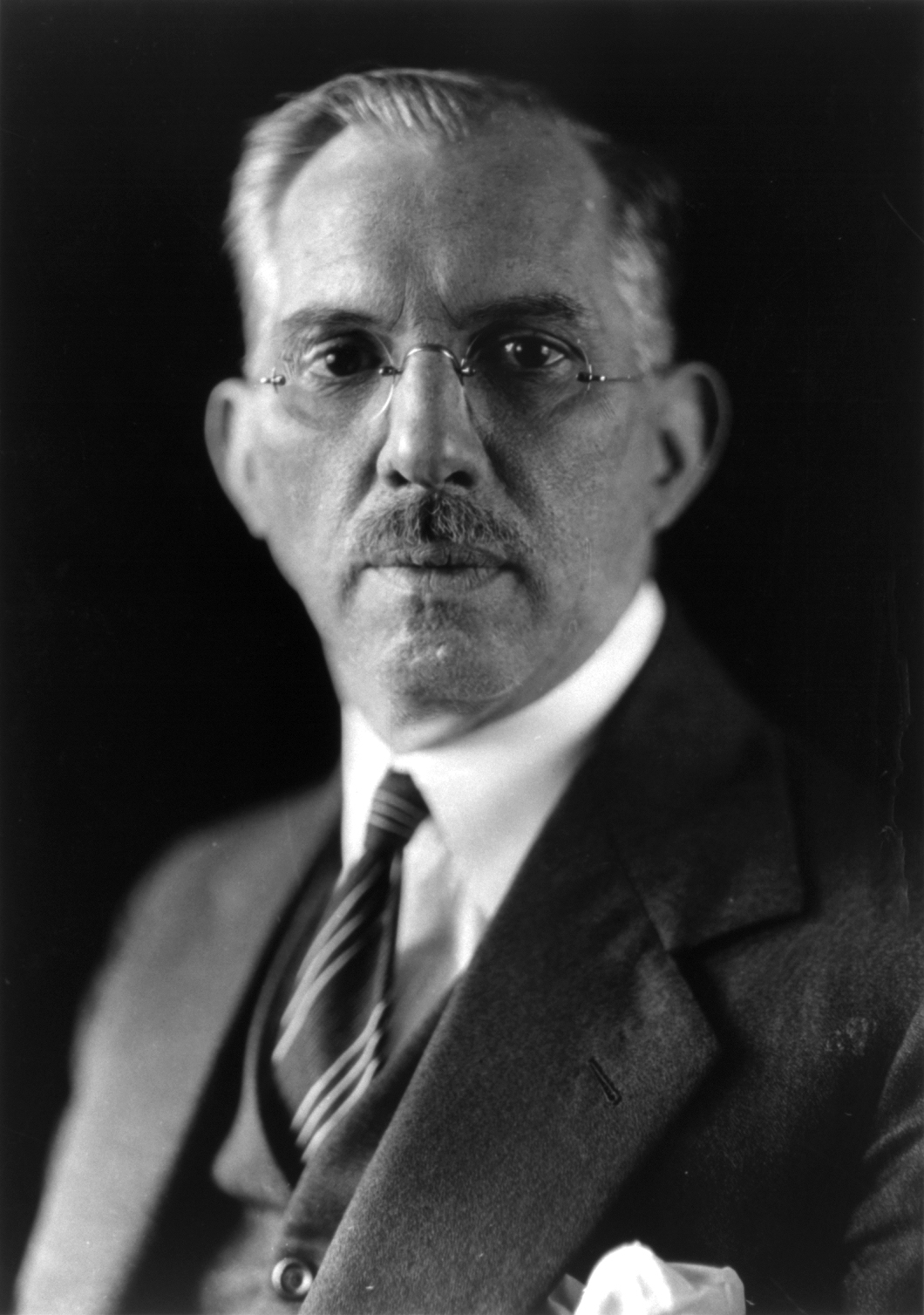
Juan Bautista Sacasa, 1929

Juan Bautista Sacasa Sacasa (* 21. Dezember 1874 in Leon; † 17. April 1946 in Los Angeles, USA) war vom 1. Januar 1933 bis zum 9. Juni 1936 Präsident von Nicaragua.

## Leben

### Herkunft und frühe Laufbahn
Juan Bautista Sacasa Sacasa war der älteste Sohn von Roberto Sacasa Sarria und von dessen Frau und Cousine Angela Sacasa Cuadra. Er war ein Verwandter von Benjamín Lacayo Sacasa. Sacasa studierte zwischen 1889 und 1901 an der Columbia University und schloss das Studium mit einem Doktor der Medizin ab. Er war Dekan an der Universität von Leon und Mitglied der Partido Liberal. 1924 wurde Sacasa Vizepräsident in einer libero-conservadora Koalition unter Carlos José Solórzano. Anschließend zog die US-Regierung ihre Truppen der ersten Besatzung Nicaraguas von 1911 bis 1924 ab.

### Guerra Constitucionalista
Am 25. Oktober 1925 putschte Emiliano Chamorro Vargas gegen Solórzano. Solórzano blieb bis zum 16. Januar 1926 Präsident. Vizepräsident Sacasa ging nach Mexiko. Emiliano Chamorro und Sebastián Uriza wurden von der Regierung der USA als Präsidenten nicht anerkannt, es sollte der Buchhalter eines US-Bergbauunternehmen Adolfo Díaz werden. Entsprechend der Verfassung ist der Vizepräsident Präsident, wenn der Präsident abwesend ist, daraus leitete die Partido Liberal für Sacasa einen Anspruch auf die Präsidentschaft ab. Aus diesem Beharren auf der Verfassung entstand ein bewaffneter Konflikt, der Guerra Constitucionalista. Die Partido Liberal besorgte sich Waffen in Mexiko. 1926 ging Sacasa nach Puerto Cabezas und bildete mit der Partido Liberal eine Regierung. Zur Partido Liberal gehörten damals neben Sacasa auch José María Moncada Tapia und Augusto César Sandino.

### Pacto del Espino Negro
Die Regierung der USA intervenierte zur Stützung ihres Buchhalters Díaz 1926 zum zweiten Mal mit Truppen in Nicaragua. Moncada und Sacasa kämpften bis zum 4. Mai 1929, dann schlossen sie Tipitapa (Ausfahrt der CA1 nach Managua) mit dem vom US-Präsidenten Calvin Coolidge gesandten Henry L. Stimson unter einer Espino Negro den Pacto del Espino Negro. Nach der Amtszeit von Díaz durfte Moncada und anschließend Sacasa Präsident werden.

### Präsidentschaft
Sacasa trat sein Amt am 1. Januar 1933, dem Tag vor der geplanten Abzug der Marines an. Auf Drängen der US-Botschaft, bestellte er Anastasio Somoza García, welcher mit einer seiner Nichten verheiratet war, zum Direktor der Guardia Nacional de Nicaragua. Am 21. Februar 1933 schloss Sacasa mit Sandino einen Vertrag. Sandino hatte für sich und das Ejército Defensor de la Soberanía Nacional (EDSN), Amnestie und Landeigentum ausbedungen und forderte die Auflösung der Gurardia Nacional. Im Februar 1934 wurde Sandino im Auftrag von Somoza ermordet.
Sacasa missbilligte das Verhalten von Somoza, konnte sich aber gegenüber Somoza und seiner Guardia Nacional nicht durchsetzen. Die Wirtschaft Nicaraguas litt an den Folgen der großen Depression, zu welchen ein Einbruch der Kaffeepreise gehörte. Bei den Kongresswahlen wurde weitverbreiteter Wahlbetrug offenbar.
Anfang 1936 nutzte Somoza die Guardia Nacional und säuberte Regierungsämter und besetzte die Stellen mit seinen Gewährsleuten. Am 6. Juni 1936 trat Sacasa zurück und  am 9. Juni 1936 setzte Somoza in einem Staatsstreich Carlos Alberto Brenes Jarquín als Präsidenten ein, 1937 wurde Somoza selbst Präsident. Anschließend ging Sacasa nach Los Angeles ins Exil. Sacasa heiratete María Argüello Manning, eine Cousine von Leonardo Argüello Barreto.